# Pumuckls Abenteuer
Pumuckls Abenteuer ist eine deutsche Kinderserie von 1999. Sie basiert auf der Figur des von der Kinderbuchautorin Ellis Kaut erdachten Kobolds Pumuckl.

## Handlung
Die Serie handelt von Pumuckls Erlebnissen auf einem Schiff und knüpft nicht an Meister Eder und sein Pumuckl an, sondern an den 1994 erschienenen Kinofilm Pumuckl und der blaue Klabauter. Der menschliche Freund Pumuckls ist erneut der Schiffskoch Odessi, gespielt von Towje Kleiner. Auch der Blaue Klabauter aus dem Kinofilm taucht erneut auf und wird wieder von Wolfgang Völz gesprochen, der auch erneut selbst eine Nebenrolle hat.
Auffällig in der Serie ist, dass der Pumuckl weniger als frecher Kobold, sondern mehr als neugieriger Entdecker und sogar treuer Helfer in Erscheinung tritt.

## Hintergrund
Towje Kleiner hatte schon zuvor in der TV-Episode Pumuckl geht ans Telefon von 1988 einen Auftritt als Professor Bergmeier.
Die Koproduktion von Infafilm und ARD/BR lief ab 30. August 1999 im Kinderkanal, am 23. Dezember 1999 folgte Das Erste.

### Rezeption
Die Sendung wurde nach der ersten Staffel mit 13 Episoden eingestellt.
Die Serie war bei den Zuschauern und den Fans der Original-Serie wenig beliebt, vor allem aufgrund des Fehlens der Figur des Meister Eder und des braveren, kindgerechteren Humors. Auch Ulrich König, der Regisseur der Original-Serie, war wenig begeistert und sagte dazu: "[...] bei der Serie [...] hatte man einen falschen Ansatz. Ich habe Towje ja sehr geschätzt, aber er war ja quasi in seiner Art selber ein Kobold. Das funktioniert nicht. [...] Mit Bayrhammer als großväterlichen Freund hat das ja so perfekt gepasst."
Danach erschien erst 2023 mit Neue Geschichten vom Pumuckl eine neue Fernsehserie mit Pumuckl, die sich wesentlich stärker an die Original-Serie anlehnt und die Handlung von Pumuckls Abenteuer weitgehend ignoriert.

## Episoden
| Nr. (ges.) | Nr. (St.) | Originaltitel                  | Erstausstrahlung |
| ---------- | --------- | ------------------------------ | ---------------- |
| 1          | 1.01      | Pumuckls allerschönster Traum  | 30. Aug. 1999    |
| 2          | 1.02      | Pumuckls luftige Reise         | 31. Aug. 1999    |
| 3          | 1.03      | Pumuckls freche Hilfe          | 1. Sep. 1999     |
| 4          | 1.04      | Pumuckls böser Klabauter-Feind | 2. Sep. 1999     |
| 5          | 1.05      | Pumuckls stille Post           | 3. Sep. 1999     |
| 6          | 1.06      | Pumuckls stürmische Seereise   | 6. Sep. 1999     |
| 7          | 1.07      | Pumuckls gestohlener Fisch     | 7. Sep. 1999     |
| 8          | 1.08      | Pumuckls große Musikshow       | 8. Sep. 1999     |
| 9          | 1.09      | Pumuckls listige Tricks        | 9. Sep. 1999     |
| 10         | 1.10      | Pumuckls nächtlicher Spuk      | 10. Sep. 1999    |
| 11         | 1.11      | Pumuckls rotes Bild            | 13. Sep. 1999    |
| 12         | 1.12      | Pumuckls Abschiedsfoto         | 14. Sep. 1999    |
| 13         | 1.13      | Pumuckls neues Heim            | 15. Sep. 1999    |